# F-Zero X
F-Zero X (エフゼロ エックス) est un jeu vidéo de course futuriste développé et édité par Nintendo pour la Nintendo 64. Il est sorti au Japon le 14 juillet 1998, en Amérique du Nord le 26 octobre 1998 et en Europe le 6 novembre 1998. En 2000 est sorti uniquement au Japon un add-on comportant entre autres de nouveaux circuits, un éditeur de circuits et un éditeur de véhicules. F-Zero X a été porté sur l'iQue Player en 2004, et est ressorti sur Console virtuelle en 2007.
Le jeu est le deuxième épisode de la série F-Zero et le premier à utiliser des graphismes 3D. Il est assez difficile, et similaire au premier F-Zero sorti sur Super Nintendo. Il propose cependant deux nouveaux modes de jeu : la Death Race (« Course de la Mort »), dont le but est d'anéantir les 29 autres pilotes le plus vite possible, et la X-Cup, un générateur de circuits aléatoires.
F-Zero X a été bien accueilli par la presse spécialisée, qui a mis en avant son gameplay rapide, son grand nombre de circuits et de véhicules et la conception de ses circuits. Nintendo a toutefois privilégié la vitesse et la fluidité de l'animation (60 images par seconde, inégalée à l'époque) au détriment des graphismes, choix qui lui fut reproché.

## Trame et système de jeu
F-Zero X propose 5 championnats de six courses chacun. Le joueur a le choix entre 6 véhicules dès le départ et 30 une fois les championnats terminés avec succès. La particularité de cet épisode est l'arrivée de la 3D, et donc certaines courses sur ou à l'intérieur d'un tube et possédant de nombreux loopings.
Au XXVIe siècle, le joueur est pilote d'un engin mi-voiture, mi-fusée et participe à des courses extrêmes où il peut atteindre des vitesses vertigineuses (jusqu'à 1 000 km/h) et doit affronter 29 autres pilotes.

### Les courses
- Jack Cup

Mute City - Figure Eight (ce circuit sert également de terrain pour les jeux Super Smash Bros Melee et Mario Kart 8)
Silence - High Speed
Sand Ocean - Pipe
Devil's Forest - Corkscrew
Big Blue - Cylinder (qui a également servi d'inspiration pour un terrain de Super Smash Bros Melee puis dans Super Smash Bros Brawl)
Port Town - High Jump (dont le successeur, Port Town Aero Drive dans F-Zero GX, a quant à lui servi de terrain pour Super Smash Bros Brawl)
- Queen Cup

Sector Alpha - Inverted Loop
Red Canyon - Multi-Jump
Devil's Forest 2 - Up and Down
Mute City 2 - Technique
Big Blue 2 - Quick Turn
White Land - Dangerous Steps
- King Cup

Fire Field - Zig-Zag Jump
Silence 2 - Wavy Road
Sector Beta - Double Sommersault
Red Canyon 2 - Slim Line
White Land 2 - Half Pipe
Mute City 3 - Jumps of Doom
- Joker Cup

Rainbow Road - Psychedelic Experience (repris de Mario Kart 64)
Devil's Forest 3 - Mirror Road
Space Plant - Cylinder & High Jump
Sand Ocean 2 - Wave Panic
Port Town 2 - Snake Road
Big Hand - Deadly Curves
- La compétition X-Cup propose des circuits générés par le jeu, et choisis au hasard. Les circuits sont généralement simples, et peuvent proposer des conditions de course particulières (course en tube, en cylindre, en half-pipe...). Il est impossible de savoir combien de courses sont générées, même s'il est probable que ce nombre dépasse la centaine.

### Les machines et leurs pilotes
- Blue Falcon, piloté par Captain Falcon
- Golden Fox, piloté par Dr. Stewart
- Wild Goose, piloté par Pico
- Fire Stingray, piloté par Samurai Goroh
- White Cat, piloté par Jody Summer
- Red Gazelle, piloté par Mighty Gazelle
- Iron Tiger, piloté par Baba
- Deep Claw, piloté par Octoman
- Great Star, piloté par Mr EAD
- Crazy Bear, piloté par Dr. Clash
- Big Fang, piloté par Bio Rex
- Mad Wolf, piloté par Billy
- Night Thunder, piloté par Silver Neelsen
- Super Piranha, piloté par Kate Alen
- Wonder Wasp, piloté par John Tanaka
- Queen Meteor, piloté par Mrs. Arrow
- Twin Noritta, piloté par Gomar & Shioh
- Astro Robin, piloté par Jack Levin
- Little Wyvern, piloté par James McCloud
- Death Anchor, piloté par Zoda
- Wild Boar, piloté par Michael Chain
- King Meteor, piloté par Super Arrow
- Mighty Hurricane, piloté par Roger Buster
- Blood Hawk, piloté par Blood Falcon
- Space Angler, piloté par Leon
- Mighty Typhoon, piloté par Draq
- Green Panther, piloté par Antonio Guster
- Hyper Speeder, piloté par Beastman
- Black Bull, piloté par Black Shadow
- Sonic Phantom, piloté par The Skull

## Développement et musique
D'abord baptisé F-Zero 64, le jeu a été révélé par le magazine Famitsu à la mi-1997. Plusieurs programmeurs de Wave Race 64, dont le programmeur principal, ont fait partie de l'équipe de développement de F-Zero X,. Le public a pu tester le titre pour la première fois au Nintendo Space World de novembre 1997,. D'après GameSpot, F-Zero X est devenu le premier jeu de course à fonctionner à 60 images par seconde, avec jusqu'à 30 véhicules à l'écran. Cependant, pour garantir cette fluidité, Nintendo a dû sacrifier le nombre de polygones par véhicule, la qualité des textures et le détail des circuits. La sortie nord-américaine de F-Zero X a été retardée de trois mois en raison de la politique de Nintendo of America qui était d'espacer uniformément les sorties de jeux Nintendo. Le titre était conçu pour être compatible avec le Nintendo 64DD, mais cette fonctionnalité ne fut pas exploitée en dehors du Japon à cause de l'échec commercial du 64DD.
La musique de F-Zero X est en partie faite de morceaux du premier F-Zero remixés. La haute fluidité du jeu a fait diminuer la qualité des graphismes, mais également celle du son. Les musiques sont pour la plupart monophoniques, même si ce n'est pas le cas des sons d'ambiance.
Le jeu est compatible avec le kit vibration.

## Accueil
F-Zero X est bien accueilli par la presse spécialisée. Il obtient un score de 86,93 % sur GameRankings et de 85 sur Metacritic,. Les critiques apprécient généralement son gameplay rapide, son grand nombre de circuits et de véhicules, la conception des circuits, et sa fluidité, alors que jusqu'à trente véhicules pouvaient être présents à l'écran. Cependant, le manque de détail graphique du jeu est très critiqué. Peer Schneider d'IGN considère que F-Zero X rivalise avec Wave Race 64 de par « ses contrôles parfaitement calibrés et son approche rafraîchissante du jeu de course ». Le titre est nommé Jeu du Mois en novembre 1998 par le magazine Electronic Gaming Monthly. Un des rédacteurs écrit que « les graphismes sont peut-être simples, mais ils sont lisses et l'action est rapide ».
Pour Jeuxvideo.com, « les graphismes [ne sont] pas très fouillés mais [sont] plus que corrects ». AllGame regrette quant à lui que F-Zero X « n'atteigne certainement pas les standards habituels de Nintendo » en matière de graphismes. Même critique chez GameSpot, trouvant le faible nombre de polygones par véhicule « peu inspirant » et ajoutant que « les détails des circuits sont aussi limités ». Les critiques louent cependant la fluidité du jeu (60 images par seconde), vue par certains comme la cause du manque de détails graphiques,. La musique soulève des réactions diverses. EGM la considère « vraiment bonne avec quelques excellents remix des anciens morceaux de F-Zero », alors que Computer and Video Games l'a jugée horrible.
Dans un test rétrospectif, GameSpot lui attribue un 6,5/10, qualifiant le titre de « brebis galeuse de la série » notamment au niveau technique et visuel. IGN décrit F-Zero X comme une mise à jour exceptionnelle du jeu original qui « souffre uniquement de ses graphismes ». Peer Schneider fait par ailleurs valoir que le jeu « n'est pas là pour démontrer les capacités graphiques ou sonores de la console — tout est dans le gameplay ».
F-Zero X se vend à 383 642 unités en Amérique du Nord et à 97 684 unités au Japon,. Le jeu se vend à 56 457 exemplaires durant sa première semaine de commercialisation au Japon, mais cinq fois moins la semaine suivante. Ce phénomène, récurrent pour les jeux Nintendo 64, est dû à la rareté des sorties importantes sur la console. Son noyau de fans attend donc chaque jeu phare avec impatience, pour l'acheter dès la première semaine.

## F-Zero X Expansion Kit
F-Zero X Expansion Kit est un add-on au jeu original paru en avril 2000 sur l'extension de la Nintendo 64, le 64DD. Cette extension requiert une cartouche du jeu original pour fonctionner.
En plus de nouveaux circuits et de nouvelles musiques en stéréo, cette « suite » apporte un éditeur de circuits et un éditeur de véhicules (qui sera repris par la suite dans F-Zero GX).